# Dimitri Van den Bergh
Dimitri Van den Bergh (* 8. Juli 1994 in Antwerpen) ist ein belgischer Dartspieler. In der Öffentlichkeit und in den Medien ist er auch als „The Dreammaker“ bekannt. Seine größten Erfolge sind die Gewinne des World Matchplay 2020 und der UK Open 2024.

## Karriere

### 2012 bis 2013: BDO
Dimitri Van den Bergh startete seine Karriere im Jahr 2012 in der BDO. Er gewann im ersten Jahr die British Teen Open. Zudem qualifizierte er sich für das World Masters, in dem er allerdings bereits in der 1. Runde ausschied.

### Seit 2013: PDC
Um den Sprung zum Profi zu schaffen, wechselte Van den Bergh nach nur einem Jahr bei der BDO zum konkurrierenden Dartsverband, der PDC. Zu Beginn konzentrierte er sich vor allem auf die PDC Youth Tour. Er gewann 2014 mehrere dieser Events und wurde so die Nummer 1 der Youth Tour Order of Merit. Zudem nahm er an den German Darts Championship teil und unterlag – trotz eines Averages von knapp 103 Punkten – in der 1. Runde Ronnie Baxter mit 2:6.
Van den Bergh bekam zunehmend Probleme mit dem hohen Niveau innerhalb der PDC und drohte aus den Top 100 der PDC Order of Merit zu rutschen. Dennoch gelangen ihm 2015 zwei Turniersiege auf der PDC Development Tour. Außerdem konnte er sich bei einem Qualifikationsturnier einen Platz bei den World Series of Darts Finals 2015 sichern. Hier traf er in der 1. Runde auf Max Hopp und unterlag 3:6. Es handelte sich um sein erstes Spiel vor TV-Kameras.
Van den Bergh gelang 2015 das erste Mal die Qualifikation für eine Weltmeisterschaft. Bei der PDC-Weltmeisterschaft 2016 traf er in der 1. Runde auf Ian White. White war zu diesem Zeitpunkt die Nummer 9 der Welt und so wurden Van den Bergh kaum Chancen zugerechnet, aber er setzte sich souverän mit 3:1 durch. In der 2. Runde schied er gegen Benito van de Pas mit 2:4 aus.
Van den Bergh konnte sich für den Grand Slam of Darts 2016 qualifizieren, überstand jedoch trotz zweier Siege gegen Gerwyn Price und Scott Waites die Gruppenphase nicht, da er in einem dramatischen 9-Dart-Shootout, bei dem die Spieler versuchen mussten, mit drei Aufnahmen möglichst viele Punkte zu erzielen, gegen Robert Thornton verlor.
Bei der Weltmeisterschaft 2017 verlor er in der 1. Runde knapp gegen Cristo Reyes mit 2:3.

### Erste Erfolge auf dem PDC Circuit
Auf Platz 3 gesetzt spielte sich Van den Bergh bis ins Finale der PDC World Youth Championship 2017. In einem sehr dominanten Finale konnte er sich gegen den Engländer Josh Payne mit 6:3 durchsetzen. Er spielte einen Average von über 100 Punkten und holte sich so den PDC-World-Youth-Championship-Titel.
Im folgenden Jahr bei der Weltmeisterschaft 2018 schaltete Van den Bergh zunächst Stephen Bunting, Jan Dekker sowie Mensur Suljović aus, ehe er im Viertelfinale am späteren Sieger Rob Cross mit 4:5 scheiterte, wobei er einen zwischenzeitlichen 1:4-Rückstand aufholen konnte.
Bei den German Darts Masters 2018 konnte der Belgier Martin Schindler besiegen. Auch gegen Michael van Gerwen und Gary Anderson konnte er überzeugend gewinnen. Im Finale verlor er gegen Mensur Suljovic mit 2:8.
Beim World Cup of Darts 2018 spielte er sich mit Kim Huybrechts in das Halbfinale.
Beim Grand Slam of Darts 2018 gelang ihm sogar der Einzug in das Viertelfinale. Im Achtelfinale gelang ihm dabei am 14. November 2018 bei seinem 10:6-Sieg gegen Stephen Bunting sein erster Neun-Darter vor laufenden TV-Kameras. Seinen Titel konnte er im World Darts Youth Championship Final als erster Spieler überhaupt verteidigen, indem er den Deutschen Martin Schindler mit 6:3 besiegte. Bei der anschließenden WM konnte er Chuck Puleo und Jonny Clayton besiegen. Erst Luke Humphries besiegte den Belgier dann doch deutlich mit 4:1 in der 3. Runde.
Im Februar stand Van den Bergh beim Players Championship 4 zum ersten Mal in einem Pro Tour Finale. Dieses verlor er allerdings gegen Glen Durrant. Bei seinem UK Open-Debüt erreichte er das Achtelfinale, schied allerdings gegen Steve Beaton aus.
Er durfte auch in der Premier League als Contender antreten. Dort konnte er James Wade ein 6:6-Unentschieden abtrotzen.

### Seit 2020: Etablierung in der Weltspitze
Bei der WM 2020 konnte Van den Bergh Josh Payne, Luke Woodhouse und Adrian Lewis besiegen, ehe er von Nathan Aspinall gestoppt wurde. Bei den UK Open 2020 erreichte er das Viertelfinale.
Während der ersten Welle der COVID-19-Pandemie 2020 wohnte er mehrere Monate beim amtierenden Weltmeister Peter Wright und konnte effektiv trainieren. Bei dem ersten großen Turnier nach der langen Pause, dem World Matchplay 2020, besiegte er Nathan Aspinall in der ersten Runde. Auch Joe Cullen, Adrian Lewis und Glen Durrant konnten den Belgier nicht stoppen. Im Finale traf er dann auf den Doppelweltmeister Gary Anderson und konnte ihn überraschend mit 18:10 besiegen. Damit gewann er seinen ersten PDC-Major-Titel. Beim World Cup of Darts 2020 erreichte er wie 2018 erneut das Halbfinale. Diesmal war mit einer 2:0-Niederlage gegen England Schluss. Nachdem er beim Grand Slam of Darts 2020 in seinem Gruppenspiel gegen Ricky Evans mit durchschnittlich 114,85 Punkten pro Aufnahme einen neuen Rekord-Average für den Grand Slam aufgestellt hatte, drang er bis ins Halbfinale vor und wurde dort von James Wade gestoppt. Nach diesen Erfolgen konnte sich Van den Bergh erstmals in die Top 10 der Weltrangliste spielen.
Bei seinem Auftaktmatch zur Weltmeisterschaft 2021 konnte er zuerst Paul Lim mit 3:0 sowie anschließend Jermaine Wattimena mit 4:0 besiegen. Im Achtelfinale verlor er gegen Dave Chisnall mit 2:4.
Am 3. Januar 2021, im Anschluss an das WM-Finale, erhielt Van den Bergh eine von sechs Wildcards für die Premier League Darts 2021, beim Masters und bei den UK Open verlor der Belgier allerdings bereits sein jeweiliges Auftaktspiel. Bei der Premier League lag er in der ersten Runde an fünf von neun Spieltagen auf dem ersten Tabellenplatz, ließ in der zweiten Runde aber nach und belegte am Ende den fünften Rang, nachdem er am letzten Tag der Gruppenphase das direkte Duell um den letzten Play-off-Platz gegen den späteren Turniersieger Jonny Clayton verloren hatte. Bei den Players Championships 2021 gewann er das Players Championship 12 und 24. Am 7. Juli 2021 spielte er beim Players Championship 19 gegen Jonny Clayton einen Neun-Darter. Beim World Matchplay 2021 konnte er als Titelverteidiger bis ins Finale vordringen, unterlag dort jedoch Peter Wright mit 9:18. Auf der World Series rückte er beim Nordic Darts Masters 2021 bis ins Halbfinale vor, das er gegen Fallon Sherrock verlor. Auch bei den World Series of Darts Finals 2021 konnte er bis ins Finale vordringen, unterlag jedoch Jonny Clayton mit 6:11. Ebenfalls in Runde 1 scheiterte der Belgier beim World Grand Prix gegen Ryan Searle, am Grand Slam of Darts konnte er aufgrund eines positiven Tests auf SARS-CoV-2 nicht teilnehmen. Beim abschließenden Turnier der Saison, den Players Championship Finals, schied er in Runde 2 gegen Danny Noppert aus.
Ebenso in der zweiten Runde scheiterte der Belgier durch eine 1:3-Niederlage gegen Florian Hempel bei der PDC World Darts Championship 2022 trotz eines Averages von 101,78 Punkten. Auch beim Masters und den UK Open konnte der Belgier ergebnistechnisch nicht an frühere Erfolge anknüpfen: Bei Ersterem verlor er nach einem Sieg über Ian White knapp mit 9:10 gegen Jonny Clayton, bei Letzterem scheiterte er einmal mehr in Runde 5 am Engländer Ryan Searle. Zudem erhielt er keine Wildcard für die Premier League Darts 2022. Bei der European Darts Open 2022 in Leverkusen erreichte er das Finale gegen Michael van Gerwen, auf der World Series konnte er die Nordic Darts Masters 2022 im Endspiel gegen Gary Anderson für sich entscheiden. Wenig später gelang ihm dies auch bei den Dutch Darts Masters, hier mit einem 8:2-Finalsieg über Dirk van Duijvenbode. Beim World Matchplay 2022 hatte Van den Bergh das Preisgeld für seinen Sieg zwei Jahre zuvor zu verteidigen. Nach einem Sieg über Peter Wright blieb Michael van Gerwen im Halbfinale schließlich siegreich, sodass er auf Platz 14 der PDC Order of Merit zurückfiel. Bei den Turnieren der World Series of Darts in Ozeanien rückt Van den Bergh für den gesundheitlich angeschlagenen Peter Wright in die Setzliste. In Queensland schied er im Viertelfinale gegen Joe Cullen aus.
Bei der Weltmeisterschaft 2023 fand sich Van den Bergh nach Siegen über Landsmann Kim Huybrechts und Jonny Clayton im Halbfinale wieder. Hierbei setzte es eine 0:6-Niederlage gegen Michael van Gerwen, mit dem es auf der Bühne zu Diskussionen kam, da Van den Bergh der Meinung war, van Gerwen würde zu nah hinter ihm stehen. Auch bei den UK Open verlor er gegen van Gerwen im Halbfinale. Bei der Premier League wurde er kontroverser Weise eingeladen und beendete diese auf dem sechsten Platz. Dabei zeigte er durch seine eigentümliche Körpersprache für Verwunderung. So lächelte er etwa während einiger Spiele fortwährend. Diese Tatsache sowie seine lang ausgereizten Walk-ons ließen seine Beliebtheit unter den Fans schwinden. Oftmals wurde ihm überspieltes Verhalten vorgeworfen. Beim World Cup of Darts 2023 fiel auf, dass sich Van den Bergh auch mit Teampartner Kim Huybrechts nicht mehr sonderlich gut zu verstehen schien. Trotzdem erreichte man das Halbfinale und verlor erst dort gegen Wales. Im Viertelfinale gegen die Niederlande stellte sich Van den Bergh nach Pfiffen demonstrativ vor das Publikum und wartete mehrere Sekunden. Anschließend traf er das entscheidende Doppelfeld. Beim Poland Masters verlor er im Finale abermals gegen Michael van Gerwen.
Bei der Weltmeisterschaft 2024 scheiterte er wie schon zwei Jahre zuvor gegen Florian Hempel. Mit dem überraschenden Gewinn der UK Open 2024 konnte Van den Bergh den zweiten Major-Turniersieg seiner Karriere einfahren. Er besiegte hierbei Luke Humphries im Finale, der seit Herbst des Vorjahres kein Spiel bei einem großen Ranglistenturnier mehr verloren hatte. Van den Bergh rückte damit kurzzeitig wieder bis auf Platz 7 der Weltrangliste vor.
Beim World Matchplay 2024 gelang Van den Bergh bei seinem 10:6-Erstrundensieg gegen Martin Schindler sein zweiter Neun-Darter vor laufenden TV-Kameras.
Beim World Masters 2025 warf Van den Bergh bei seinem 4:3-Sieg im Achtelfinale gegen Michael van Gerwen den dritten TV-Neun-Darter seiner Karriere.

## Weltmeisterschaftsresultate

### PDC-Junioren
- 2014: Achtelfinale (3:6-Niederlage gegen  Reece Robinson)
- 2015: 1. Runde (4:6-Niederlage gegen  Nick Kenny)
- 2016: Halbfinale (3:6-Niederlage gegen  Corey Cadby)
- 2017: Sieger (6:3-Sieg gegen  Josh Payne)
- 2018: Sieger (6:3-Sieg gegen  Martin Schindler)

### PDC
- 2016: 2. Runde (2:4-Niederlage gegen  Benito van de Pas)
- 2017: 1. Runde (2:3-Niederlage gegen  Cristo Reyes)
- 2018: Viertelfinale (4:5-Niederlage gegen  Rob Cross)
- 2019: 3. Runde (1:4-Niederlage gegen  Luke Humphries)
- 2020: Viertelfinale (3:5-Niederlage gegen  Nathan Aspinall)
- 2021: Achtelfinale (2:4-Niederlage gegen  Dave Chisnall)
- 2022: 2. Runde (1:3-Niederlage gegen  Florian Hempel)
- 2023: Halbfinale (0:6-Niederlage gegen  Michael van Gerwen)
- 2024: 2. Runde (2:3-Niederlage gegen  Florian Hempel)
- 2025: 3. Runde (0:4-Niederlage gegen  Callan Rydz)

## Turnierergebnisse
| Turnier                                    | 2013               | 2014                           | 2015                           | 2016                           | 2017                           | 2018                           | 2019                           | 2020                           | 2021                           | 2022                           | 2023                           | 2024                           | 2025                           |
| ------------------------------------------ | ------------------ | ------------------------------ | ------------------------------ | ------------------------------ | ------------------------------ | ------------------------------ | ------------------------------ | ------------------------------ | ------------------------------ | ------------------------------ | ------------------------------ | ------------------------------ | ------------------------------ |
| BDO/WDF-Major-Turniere                     |                    |                                |                                |                                |                                |                                |                                |                                |                                |                                |                                |                                |                                |
| World Masters                              | 1R                 | nicht teilgenommen             | nicht teilgenommen             | nicht teilgenommen             | nicht teilgenommen             | nicht teilgenommen             | nicht teilgenommen             | n/a                            | n/a                            | n/t                            | n/a                            | n/t                            |                                |
| PDC-Ranking-Turniere                       |                    |                                |                                |                                |                                |                                |                                |                                |                                |                                |                                |                                |                                |
| Weltmeisterschaft                          | n/t                | n/q                            | n/q                            | 2R                             | 1R                             | VF                             | 3R                             | VF                             | AF                             | 2R                             | HF                             | 2R                             | 3R                             |
| World Masters                              | nicht ausgetragen  | nicht ausgetragen              | nicht ausgetragen              | nicht ausgetragen              | nicht ausgetragen              | nicht ausgetragen              | nicht ausgetragen              | nicht ausgetragen              | nicht ausgetragen              | nicht ausgetragen              | nicht ausgetragen              | nicht ausgetragen              | HF                             |
| UK Open                                    | n/t                | nicht qualifiziert             | nicht qualifiziert             | nicht qualifiziert             | nicht qualifiziert             | 1R                             | AF                             | VF                             | 4R                             | 5R                             | HF                             | S                              | AF                             |
| World Matchplay                            | n/t                | nicht qualifiziert             | nicht qualifiziert             | nicht qualifiziert             | nicht qualifiziert             | nicht qualifiziert             | nicht qualifiziert             | S 1                            | F                              | HF                             | AF                             | VF                             | n/q                            |
| World Grand Prix                           | n/t                | nicht qualifiziert             | nicht qualifiziert             | nicht qualifiziert             | nicht qualifiziert             | nicht qualifiziert             | 1R                             | AF                             | 1R                             | VF                             | 1R                             | HF                             |                                |
| European Championship                      | n/t                | nicht qualifiziert             | nicht qualifiziert             | nicht qualifiziert             | 1R                             | n/q                            | 1R                             | n/q                            | n/q                            | AF                             | 1R                             | n/q                            |                                |
| Grand Slam of Darts                        | nicht qualifiziert | nicht qualifiziert             | nicht qualifiziert             | GP                             | n/q                            | VF                             | GP                             | HF                             | nicht qualifiziert             | nicht qualifiziert             | nicht qualifiziert             | AF                             |                                |
| Players Championship Finals                | n/t                | n/q                            | n/q                            | 2R                             | n/q                            | 1R                             | 1R                             | 1R                             | 2R                             | AF                             | AF                             | 1R                             |                                |
| PDC-Turniere ohne Einfluss auf das Ranking |                    |                                |                                |                                |                                |                                |                                |                                |                                |                                |                                |                                |                                |
| The Masters                                | n/t                | nicht qualifiziert             | nicht qualifiziert             | nicht qualifiziert             | nicht qualifiziert             | nicht qualifiziert             | nicht qualifiziert             | nicht qualifiziert             | 1R                             | AF                             | 1R                             | HF                             | n/a                            |
| Premier League Darts                       | nicht eingeladen   | nicht eingeladen               | nicht eingeladen               | nicht eingeladen               | nicht eingeladen               | nicht eingeladen               | nicht eingeladen               | nicht eingeladen               | 5.                             | n/t                            | 6.                             | n/t                            | n/t                            |
| World Cup of Darts                         | nicht teilgenommen | nicht teilgenommen             | nicht teilgenommen             | nicht teilgenommen             | nicht teilgenommen             | HF                             | VF                             | HF                             | AF                             | VF                             | HF                             | HF                             | GP                             |
| World Series of Darts Finals               | n/t                | n/q                            | 1R                             | n/q                            | VF                             | 1R                             | n/q                            | 1R                             | F                              | AF                             | VF                             | 1R                             |                                |
| Karrierestatistiken                        |                    |                                |                                |                                |                                |                                |                                |                                |                                |                                |                                |                                |                                |
| Jahresendplatzierung                       | ?                  | 113                            | 86                             | 53                             | 43                             | 35                             | 29                             | 9                              | 9                              | 11                             | 14                             | 11                             |                                |
| Verband                                    | BDO                | Professional Darts Corporation | Professional Darts Corporation | Professional Darts Corporation | Professional Darts Corporation | Professional Darts Corporation | Professional Darts Corporation | Professional Darts Corporation | Professional Darts Corporation | Professional Darts Corporation | Professional Darts Corporation | Professional Darts Corporation | Professional Darts Corporation |

| Legende zu den Turnierergebnissen | Legende zu den Turnierergebnissen | Legende zu den Turnierergebnissen | Legende zu den Turnierergebnissen | Legende zu den Turnierergebnissen | Legende zu den Turnierergebnissen | Legende zu den Turnierergebnissen | Legende zu den Turnierergebnissen | Legende zu den Turnierergebnissen | Legende zu den Turnierergebnissen |
| --------------------------------- | --------------------------------- | --------------------------------- | --------------------------------- | --------------------------------- | --------------------------------- | --------------------------------- | --------------------------------- | --------------------------------- | --------------------------------- |
| n/t                               | nicht teilgenommen                | n/q                               | nicht qualifiziert                | n/a                               | nicht ausgetragen                 | #R                                | Aus in jeweiliger Runde           | GP                                | Aus in der Gruppenphase           |
| AF                                | Achtelfinalist                    | VF                                | Viertelfinalist                   | HF                                | Halbfinalist                      | F                                 | Turnierfinalist                   | S                                 | Turniersieger                     |

## Titel

### BDO
- Weitere
  - 2013: British Teenage Open

### PDC
- Majors
  - World Matchplay: (1) 2020
  - UK Open: (1) 2024
- Pro Tour
  - Players Championships
    - Players Championships 2021: 12, 24
    - Players Championships 2024: 12
- World Series of Darts
  - World Series of Darts 2022: (2) Nordic Darts Masters, Dutch Darts Masters
- Secondary Tour Events
  - PDC Development Tour
    - PDC Challenge Tour 2013: 16
    - PDC Youth Tour 2014: 4, 7, 13
    - PDC Development Tour 2015: 8, 10
    - PDC Development Tour 2016: 14
    - PDC Development Tour 2017: 2, 6, 13
    - PDC Development Tour 2018: 15, 19
- Weitere
  - PDC World Youth Championship: (2) 2017, 2018

### Andere
- Hemeco Open Rosmalen: (1) 2016

## Privates
Van den Bergh ist seit 2020 mit seiner Freundin Evi liiert. Am 2. Dezember 2021 bekamen die beiden eine Tochter namens Oonah.